# Campionati italiani assoluti di scherma del 1974
I Campionati italiani assoluti di scherma del 1974 sono stati organizzati dalla Federazione Italiana Scherma.
Nel fioretto, si sono aggiudicati i titoli dei campionati italiani Giovanni Battista Coletti, alla sua prima affermazione, e Giulia Lorenzoni, che ha vinto il suo terzo titolo dopo quelli del 1966 e 1970.
Il titolo della spada è andato per la prima volta a Stefano Bellone.
Nella sciabola Mario Aldo Montano ha bissato il titolo del anno precedente.
Nei campionati italiani a squadre maschili il Petrarca Padova ha vinto nel fioretto, alla sua prima affermazione, mentre il Circolo della Spada Mangiarotti di Milano ha vinto il suo secondo titolo di specialità, ventiquattro anni dopo quello del 1950, nella spada; nella sciabola c'è stato il successo del Centro Sportivo Carabinieri, che ha bissato il titolo del anno precedente, .
Il campionato italiano di fioretto a squadre femminile è andato per la prima volta al team della Cassa Risparmio di Milano.

## Podi

### Uomini
| Specialità  | Oro                                         | Argento | Bronzo |
| Individuali |                                             |         |        |
| Fioretto    | Giovanni Battista Coletti                   | -       | -      |
| Spada       | Stefano Bellone                             | -       | -      |
| Sciabola    | Mario Aldo Montano                          | -       | -      |
| A squadre   |                                             |         |        |
| Fioretto    | Petrarca Padova -                           | -       | -      |
| Spada       | Circolo della Spada Mangiarotti di Milano - | -       | -      |
| Sciabola    | Carabinieri -                               | -       | -      |

### Donne
| Specialità  | Oro                      | Argento | Bronzo |
| Individuali |                          |         |        |
| Fioretto    | Giulia Lorenzoni         | -       | -      |
| A squadre   |                          |         |        |
| Fioretto    | Cassa Risparmio Milano - | -       | -      |